# Institut für Finanzdienstleistungen
Das institut für finanzdienstleistungen e. V. (iff) ist ein unabhängiger, als gemeinnützig anerkannter Verein mit Sitz in Hamburg, der 1987 von Udo Reifner gegründet wurde und interdisziplinär und wissenschaftlich fundiert zu finanziellem Verbraucherschutz forscht und berät. Zweck des Vereins ist die Forschung für ein sozial verantwortliches Finanzdienstleistungssystem im Interesse des Verbraucherschutzes. Darüber hinaus entwickelt und vertreibt das iff die Schuldenberatungssoftware  CAWIN und richtet regelmäßig Veranstaltungen wie die jährliche  Konferenz zu Finanzdienstleistungen aus. Das Institut wird von  Sally Peters (Geschäftsführende Direktorin) geleitet.

## Geschichte
Der Gründer Udo Reifner lehrte und forschte  30 Jahre  als Professor für Wirtschaftsrecht am Fachbereich Sozialökonomie der Universität Hamburg, vormals Hamburger Universität für Wirtschaft und Politik (HWP). 2012 erhielt er einen Ruf an die Universität Trento (Italien).

## Themen
Das iff ist eine national und international tätige Forschungseinrichtung zu den Themenbereichen Kredit, Sparen, Zahlungsverkehr und Versicherungen, finanzielle Bildung und Überschuldung. Darüber hinaus entwickelt und vertreibt das iff die Schuldenberatungssoftware CAWIN und richtet regelmäßig Veranstaltungen zu den o. g. Themenbereichen aus, wie die jährliche Konferenz zu Finanzdienstleistungen.
Die vom iff forschungs- und beratungsmäßig behandelten Themen  betreffen  folgende Aspekte:
- Förderung finanzieller Teilhabe
- Faire, verantwortungsvolle und produktive Konsumenten- und Immobilienkredite
- Verbraucherbildung, Verbraucherberatung und Verbraucherinformationen
- Nachhaltigkeit am Finanzmarkt
- Juristische Fragen des Finanzdienstleistungsgeschäfts (z. B. Bank-, Kapitalmarkt-, Kredit-, Versicherungs- und Antidiskriminierungsrecht sowie allgemeines Verbraucherschutzrecht)
- Zukunftsfähige Schuldnerberatung
- Perspektive vulnerabler Verbrauchergruppen

Im Fokus stehen hierbei vulnerable Verbraucherinnen und Verbraucher in Deutschland, in Europa aber auch in Entwicklungs- und Schwellenländern.

## Auftraggeber
Das iff wurde u. a. von den Bundesministerien der Finanzen, der Justiz, für Bildung und Forschung,  für Familie, Senioren, Frauen und Jugend,  und für Ernährung und Landwirtschaft, der Antidiskriminierungsstelle des Bundes, der Generaldirektion Gesundheit und Verbraucherschutz und der Generaldirektion für den Binnenmarkt und Verbraucher der Europäischen Kommission, dem Europaparlament sowie Verbänden, Stiftungen und gemeinnützigen Organisationen (u. a. DSGV, Bürgerbewegung Finanzwende, Friedrich-Ebert-Stiftung, Stiftung Deutschland im Plus, Verbraucherzentrale Bundesverband)  mit Gutachten und Stellungnahmen zu Finanzdienstleistungen und Finanzprodukten beauftragt.

## Nationale Studien und Veröffentlichungen (Auswahl)
- iff-Überschuldungsreport (seit 2007 jährlich erscheinend)
- Studie „Was bedeutet Nachhaltigkeit für die Soziale Schuldnerberatung?“ mit Unterstützung des Forschungsinstituts der Hochschule RheinMain, 2024
- Studie Kreditkompetenz – Mehr als nur Wissen und Erfahrung für die Joachim Herz Stiftung, 2023 Studien: Kreditkompetenz junger Menschen in Deutschland Chancen und Risiken des Kreditmarkts für junge Erwachsene
- Studie "Altersdiskriminierung bei der Kreditvergabe" für die Antidiskriminierungsstelle des Bundes (ADS), 2023
- Studie "Wer nutzt Schuldnerberatung und wer nicht? Eine explorative Studie zur (Nicht-) Nutzung von Schuldnerberatung" im Auftrag der Stiftung Deutschland im Plus, 2022
- Evaluation "Evaluierung der Saarländischen Vereinbarung zur Vermeidung von Stromsperren" im Auftrag der Verbraucherzentrale Saarland, 2022
- Studie "Die Bedeutung von Finanzdienstleistungen für die Lebenslage von Familien in herausfordernden Finanzsituationen" im Auftrag des Ministeriums für Soziales, Gesundheit, Integration und Verbraucherschutz des Landes Brandenburg, 2022
- Gutachten "Chancen und Risiken von Künstlicher Intelligenz und Algorithmen aus antidiskriminierungsrechtlicher Perspektive" im Auftrag der Stiftung Datenschutz, 2021
- Studie "Evaluierung der Entwicklungen im Bereich der Kreditwürdigkeitsprüfung bei Immobiliar-Verbraucherdarlehensverträgen" für das Bundesministerium der Justiz und für Verbraucherschutz (BMJV), 2021
- Gutachten zum "Gutachten zum Produktiven Kredit" für den Verbrauchernzentralen Bundesverband (vzbv), 2021
- Studie zu "Private Überschuldung in Deutschland: Machbarkeit und Zukunft von Schuldnerberatung in Zeiten der Covid-19-Pandemie" für die Friedrich-Ebert-Stiftung, 2021
- Studie "Guter Umgang mit Geld, Finanzielle Kompetenz für alleinerziehende Frauen in prekären Lebenslagen" im Auftrag des im Auftrag des Ministeriums für Soziales, Gesundheit, Integration und Verbraucherschutz des Landes Brandenburg, 2020
- Marktstudie "Faire Kreditvergabe" für die Bürgerbewegung Finanzwende, 2019
- "Evaluation der inkassorechtlichen Vorschriften des Gesetzes gegen unseriöse Geschäftspraktiken" für das Bundesministerium der Justiz und für Verbraucherschutz (BMJV), 2018
- Studie "Evaluation finanzieller Allgemeinbildung Geflüchteter" für die Wissenschaftsförderung der Sparkassen-Finanzgruppe e. V., Bonn, und den Deutschen Sparkassen- und Giroverband e. V., 2018
- Studie zur "Bewertung des Rankings von Vergleichsportalen in Bezug auf Finanzdienstleistungsprodukte" für den Verbrauchernzentralen Bundesverband (vzbv), 2017
- Studie zu „Dispozinsen / Ratenkredite“ für das Bundesministerium für Ernährung, Landwirtschaft und Verbraucherschutz 2012,
- Studie „Ausgestaltung eines Informationsblattes für zertifizierte Altersvorsorge- und Basisrentenverträge“ für das Bundesfinanzministerium (BMF) 2012,
- Studie „Die private Verschuldung im internationalen Vergleich. Trends, Probleme, Lösungsansätze“ im Auftrag der SCHUFA Holding AG,
- Studie „Bundesweiter Beratungstest in der Altersvorsorge (Kreditinstitute, Finanzvertriebe, Versicherungen, Verbraucherzentralen)“ im Auftrag von Öko-Test Verlag AG,
- Studie „Machbarkeitsstudie für eine Bildungskampagne zur Altersvorsorge“ im Auftrag des Bundesministerium für Gesundheit und Soziale Sicherung[3]

## Internationale Studien und Veröffentlichungen (Auswahl)
- "Cross-border enforcement of consumer law – looking to the future" funded by United Nations Conference on Trade and Development (UCTAD) / University of Reading, 2022
- „Promoting the contribution of private savings to pension adequacy: Integrating residential property with private pensions in the EU“ Co-funded by the European Union 2017,
- “Study on interest rate restrictions” in cooperation with ZEW for the European Commission 2011,
- “Study on Financial Supervision in the EU – A consumer perspective” for BEUC 2011,
- “Study on the costs and benefits of the EU policy options for mortgage credit” in cooperation with London Economics for the European Commission 2011,
- “Study on Equity Release Schemes in Europe” for the European Commission 2010.

Das Institut ist Mitgründer der Initiative European Coalition for Responsible Credit (ECRC) und des European Consumer Debt Network (ECDN).